# Jean-Christophe, Prinț Napoléon
Jean-Christophe, Prinț Napoléon (Jean Christophe Louis Ferdinand Albéric Napoléon; n. 11 iulie 1986, Saint-Raphaël, Provence-Alpes-Côte d'Azur, Franța) este, în viziunea unor monarhiști, Șeful fostei Case Imperiale a Franței și  erede al moștenirii lui Napoleon Bonaparte.

## Biografie
Prințul Jean-Christophe s-a născut la Saint-Raphaël, Franța. Este fiul Prințului Charles Napoléon și a primei soții a acestuia, Prințesa Béatrice a celor Două Sicilii, fiica Prințului Ferdinand de Bourbon, Duce de Castro, pretendent la tronul celor Două Sicilii. Părinții lui au divorțat la 2 mai 1989, cu două luni înainte ca Jean-Christophe să împlinească 3 ani.
Pe linie paternă, Jean-Christophe este stră-stră-strănepotul lui Jérôme Bonaparte, fratele mai mic al împăratului Napoleon I al Franței. De asemenea, prin străbunica lui, Clémentine a Belgiei, este descendent al regelui Louis Philippe I. Pe linie maternă este descendent al regelui Ludovic al XV-lea al Franței.